# Мочиле (Врбовсько)
45°25′ пн. ш. 15°10′ сх. д. / 45.41° пн. ш. 15.16° сх. д.
Мочиле (хорв. Močile) — населений пункт у Хорватії, у Приморсько-Горанській жупанії у складі міста Врбовсько.

## Населення
Населення за даними перепису 2011 року становило 88 осіб.
Динаміка чисельності населення поселення:

## Клімат
Середня річна температура становить 9,38 °C, середня максимальна – 22,58 °C, а середня мінімальна – -5,66 °C. Середня річна кількість опадів – 1412 мм.
| Клімат поселення                              | Клімат поселення | Клімат поселення | Клімат поселення | Клімат поселення | Клімат поселення | Клімат поселення | Клімат поселення | Клімат поселення | Клімат поселення | Клімат поселення | Клімат поселення | Клімат поселення | Клімат поселення |
| Показник                                      | Січ.             | Лют.             | Бер.             | Квіт.            | Трав.            | Черв.            | Лип.             | Серп.            | Вер.             | Жовт.            | Лист.            | Груд.            |                  |
| Середній максимум, °C                         | 6,16             | 7,34             | 10,67            | 14,74            | 19,25            | 22,58            | 21,78            | 21,48            | 17,82            | 13,33            | 7,80             | 4,36             |                  |
| Середня температура, °C                       | 0,26             | 1,44             | 4,76             | 8,84             | 13,35            | 16,66            | 18,56            | 18,27            | 14,60            | 10,11            | 4,57             | 1,14             |                  |
| Середній мінімум, °C                          | −5,66            | −4,47            | −1,15            | 2,93             | 7,44             | 10,75            | 15,34            | 15,04            | 11,38            | 6,90             | 1,35             | −2,06            |                  |
| Норма опадів, мм                              | 80               | 87               | 101              | 125              | 111              | 131              | 106              | 113              | 130              | 152              | 155              | 121              |                  |
| Середньомісячна швидкість вітру, м/с          | 1.79             | 1.95             | 2.24             | 2.17             | 2.05             | 1.88             | 1.84             | 1.76             | 1.70             | 1.78             | 1.93             | 1.93             |                  |
| Середньомісячна сонячна радіація, кДж/м²·день | 4244             | 6977             | 10312            | 14650            | 18894            | 20540            | 21804            | 18599            | 13627            | 8774             | 4634             | 3511             |                  |
| --------------------------------------------- | ---------------- | ---------------- | ---------------- | ---------------- | ---------------- | ---------------- | ---------------- | ---------------- | ---------------- | ---------------- | ---------------- | ---------------- | ---------------- |
| Джерело:                                      |                  |                  |                  |                  |                  |                  |                  |                  |                  |                  |                  |                  |                  |